# Johannes Bosboom
Johannes Bosboom (La Haya, 18 de febrero de 1817 - La Haya, 14 de septiembre de 1891) fue un pintor y acuarelista holandés enmarcado dentro del grupo de pintores conocidos como la Escuela de La Haya y famoso especialmente por sus pinturas de interiores de iglesias. 

## Biografía
A la edad de 14 años se convirtió en estudiante de Bartholomeus van Hove y pintó junto al hijo de Van Hove, Hubertus van Hove. Juntos trabajaría en algunas piezas del escenario que Van Hove creó para el Teatro Real de La Haya. Además, Bosboom tomó lecciones en la Academia de Arte de La Haya entre los años 1831 a 1835 y de nuevo entre 1839 a 1840. Aquí conoció a Anthonie Waldorp y Wijnand Nuyen.
El joven Bosbbom viajó a Alemania en 1835 pasando por Dusseldorf, Colonia y Coblenza donde pintó la acuarela "Vista del puente Mosel y Klobenz". Esta pintura fue adquirida por Andreas Schelfhout quien se convirtió en su confidente y amigo. En 1839 viajó a París y Rouen recibiendo una medalla de plata por su obra: "Vista del muelle de París y catedral de Rouen".
En 1851 se casó con la escritora holandesa, Anna Louisa Geertruida Bosboom-Toussaint.
Bosboom también pintó gran número de interiores de iglesias, un género relativamente convencional del que artistas del siglo XVII como Pieter Saenredam y Emanuel de Witte son claros exponentes. Bosboom consiguió un gran éxito comercial con estas obras y durante toda su carrera volvería repetidamente sobre este tema con el que consiguió su mayor popularidad. 
Con la elección de Bosboom por esta temática podía parecer que se alejaba del resto de integrantes de la Escuela de La Haya pero su búsqueda por encontrar diferentes modos de plasmar la atmósfera espacial por medio de luz, sombras y matices de colores lo convirtió en un importante modelo para este movimiento. Tanto es así que es posible que, en 1873, durante una estancia de Bosboom en Scheveningen en la que realizó acuarelas de vistas de la ciudad, la playa, las dunas y el mar, fuera lo que motivara a Hendrik Willem Mesdag y Jacob Maris para que ambos se centraran también en los paisajes marinos y de playa. 
De 1852 a 1853 fue presidente del Pulchri Studio.   
En 1886 fue nombrado caballero de la Orden de Leopoldo
El 14 de septiembre de 1891, a los 74 años, fallece en La Haya.

## Selección de obras

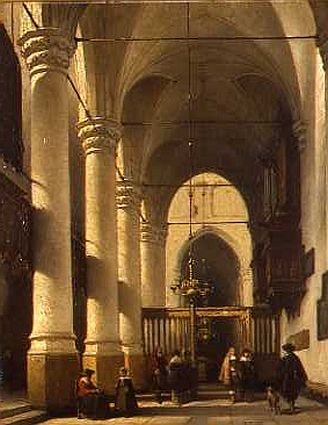
Bakenesserkerk Interior (1870). Dordrecht's Museum aan de Haven.
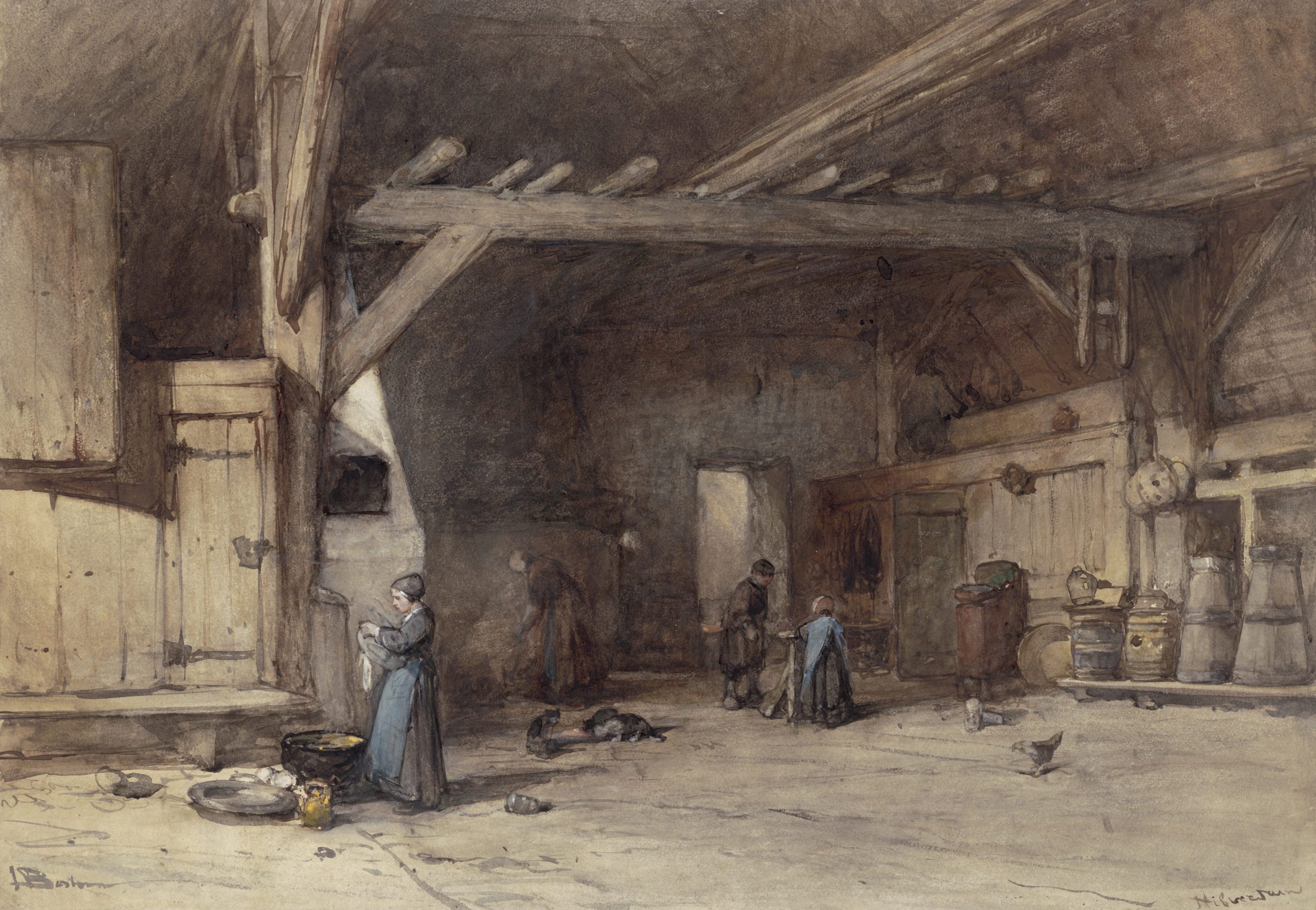
Interior van een boerendeel bij Hilversum
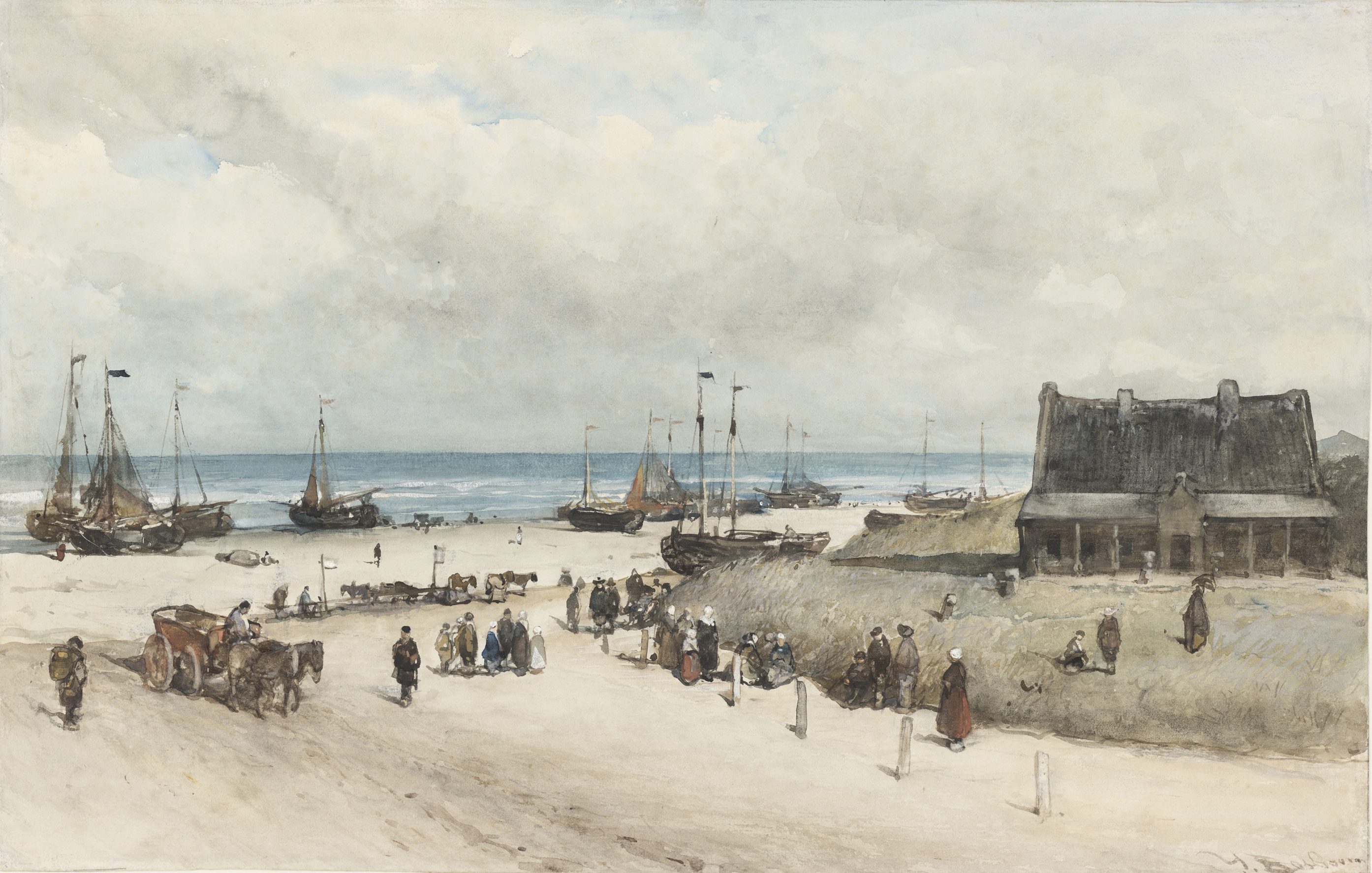
Het strand te Scheveningen
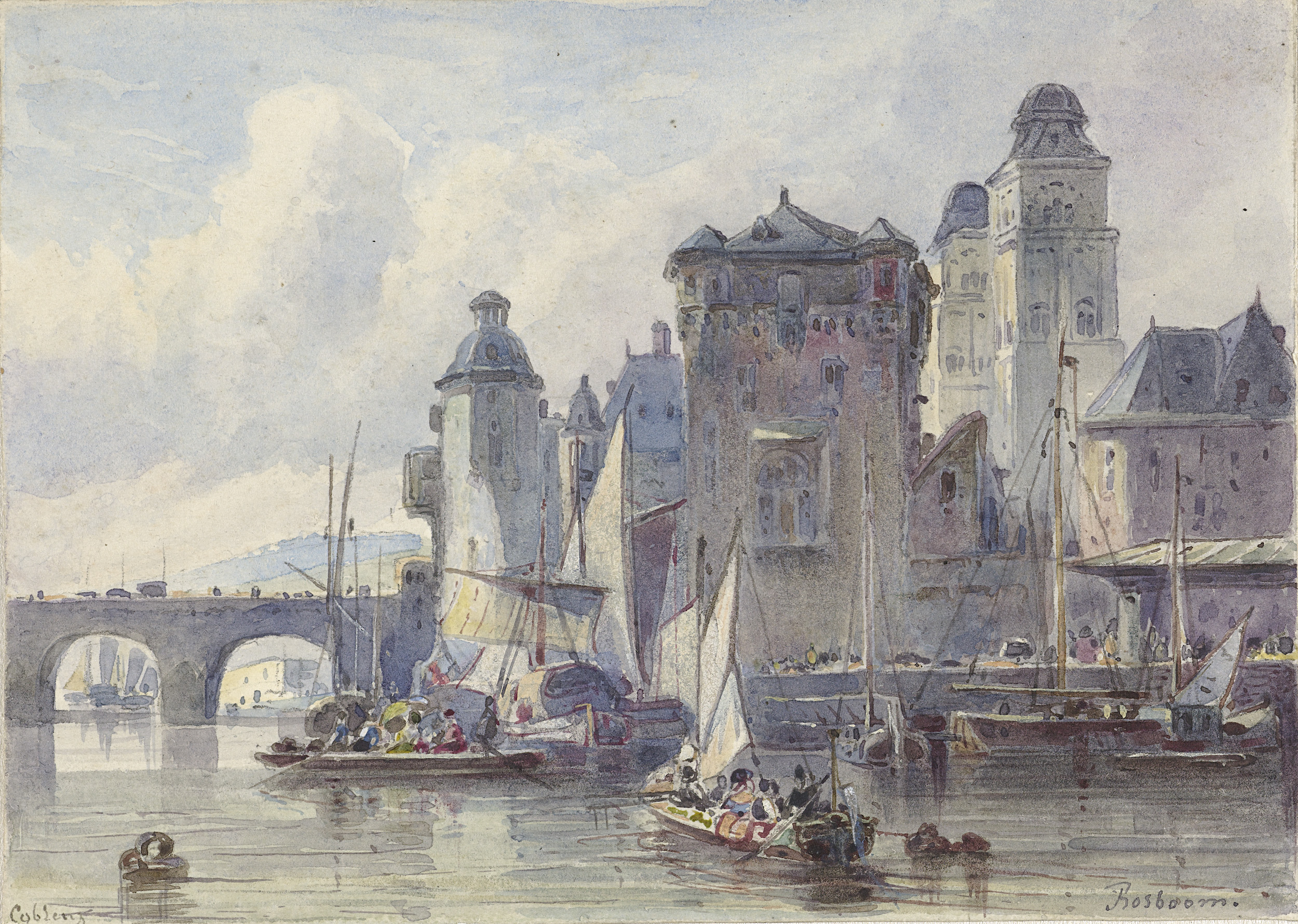
Gezicht te Koblenz (acuarela)
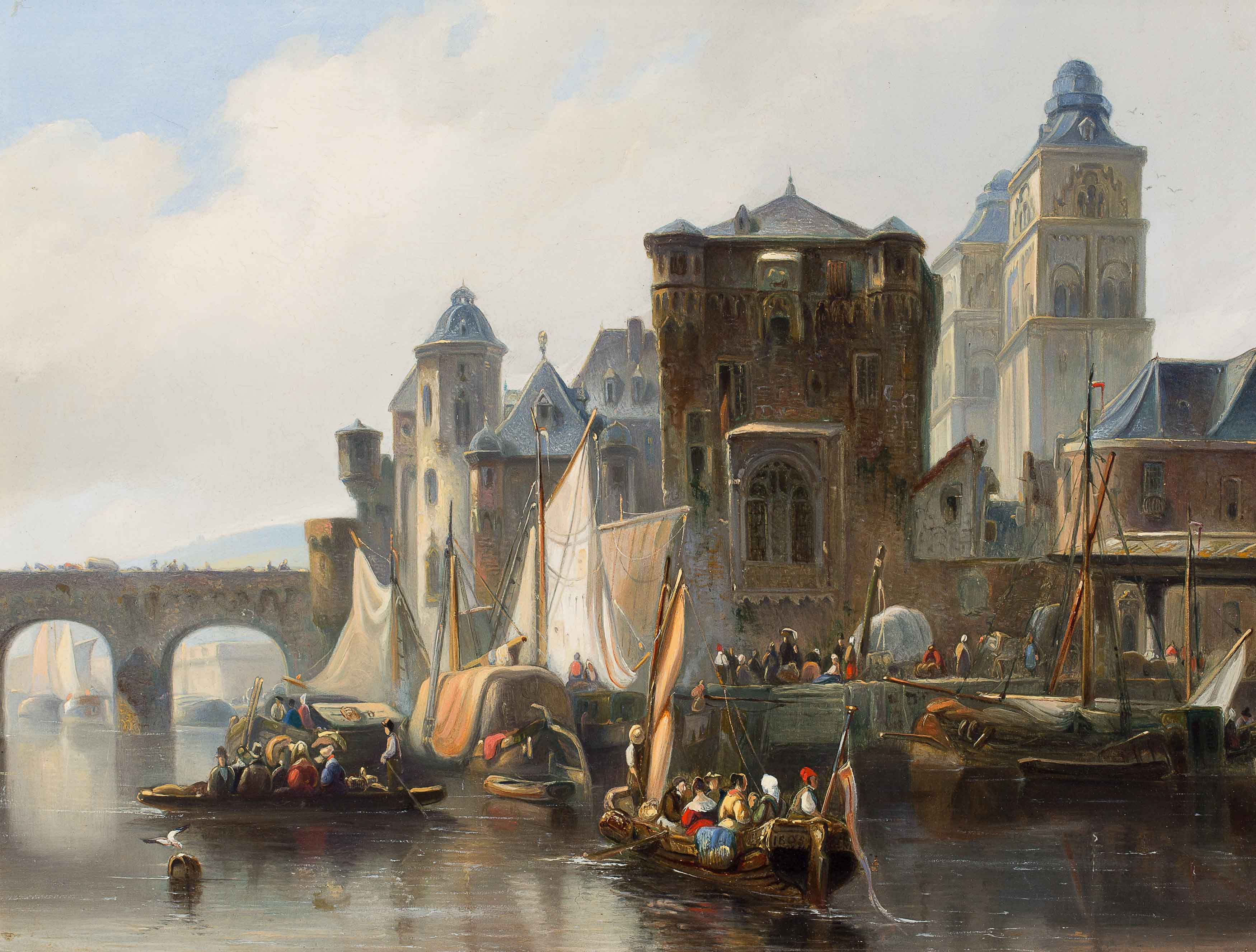
Gezicht te Koblenz (1835)
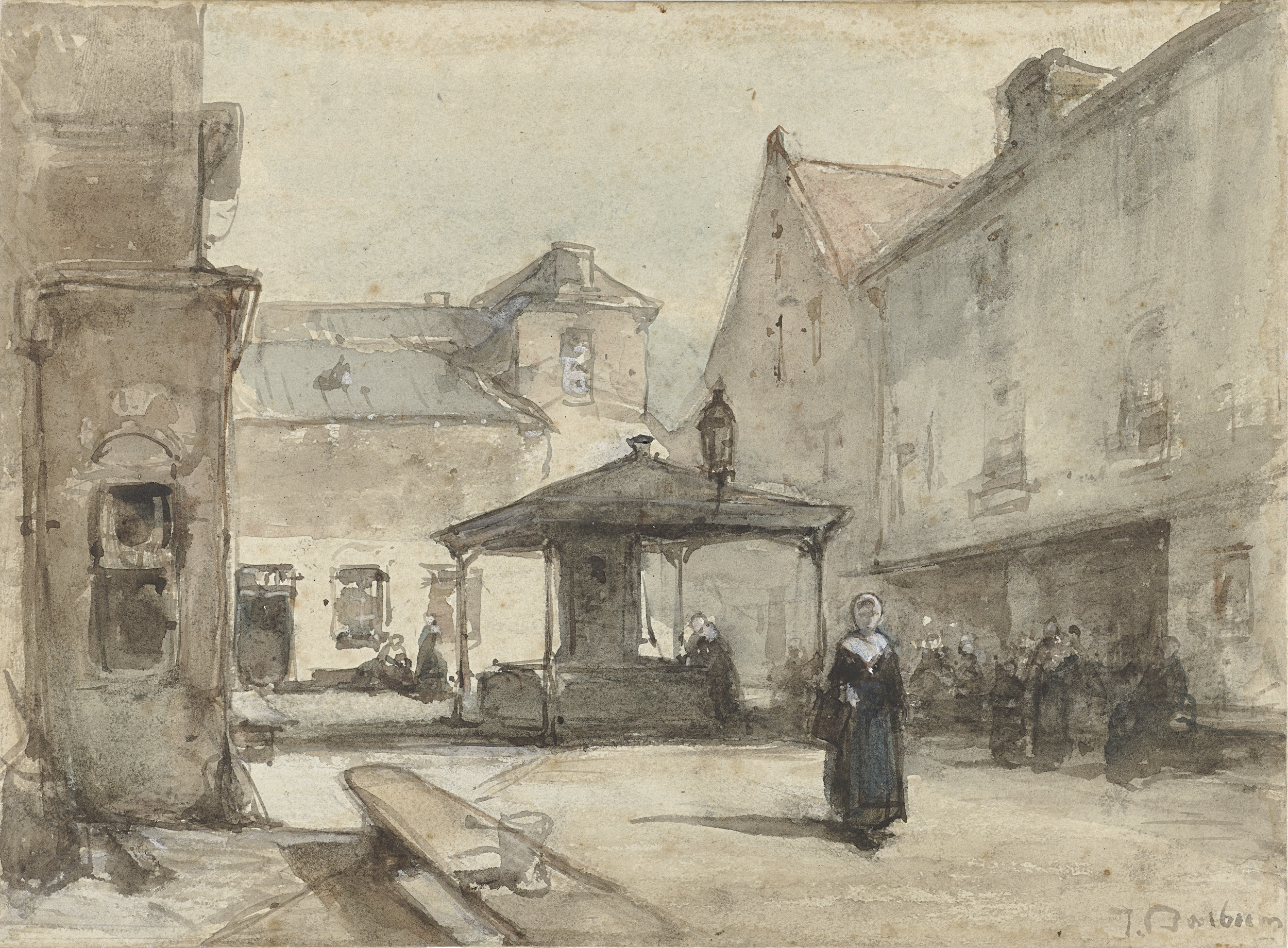
Stadspleintje
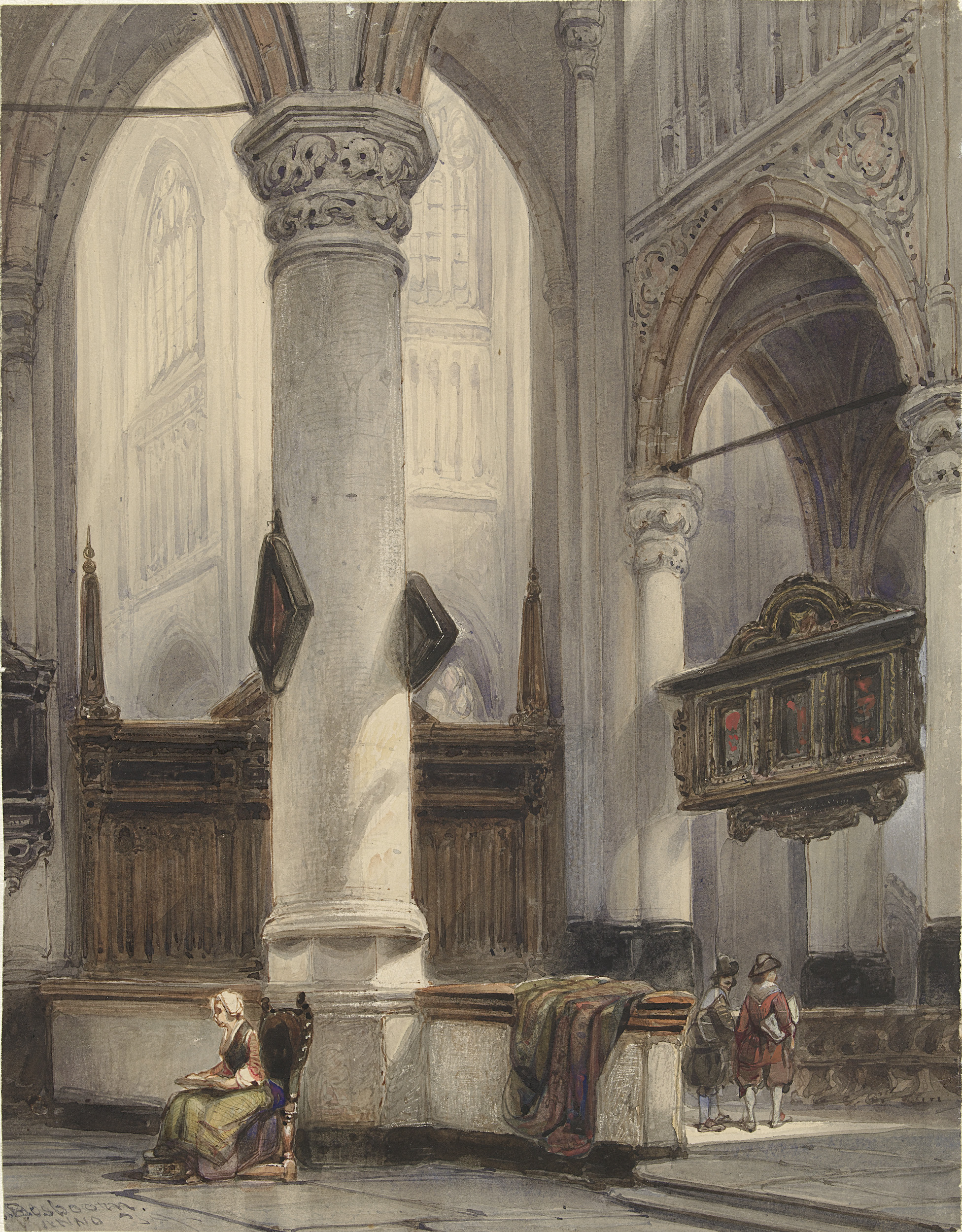
Interior van de Nieuwe Kerk te Delft
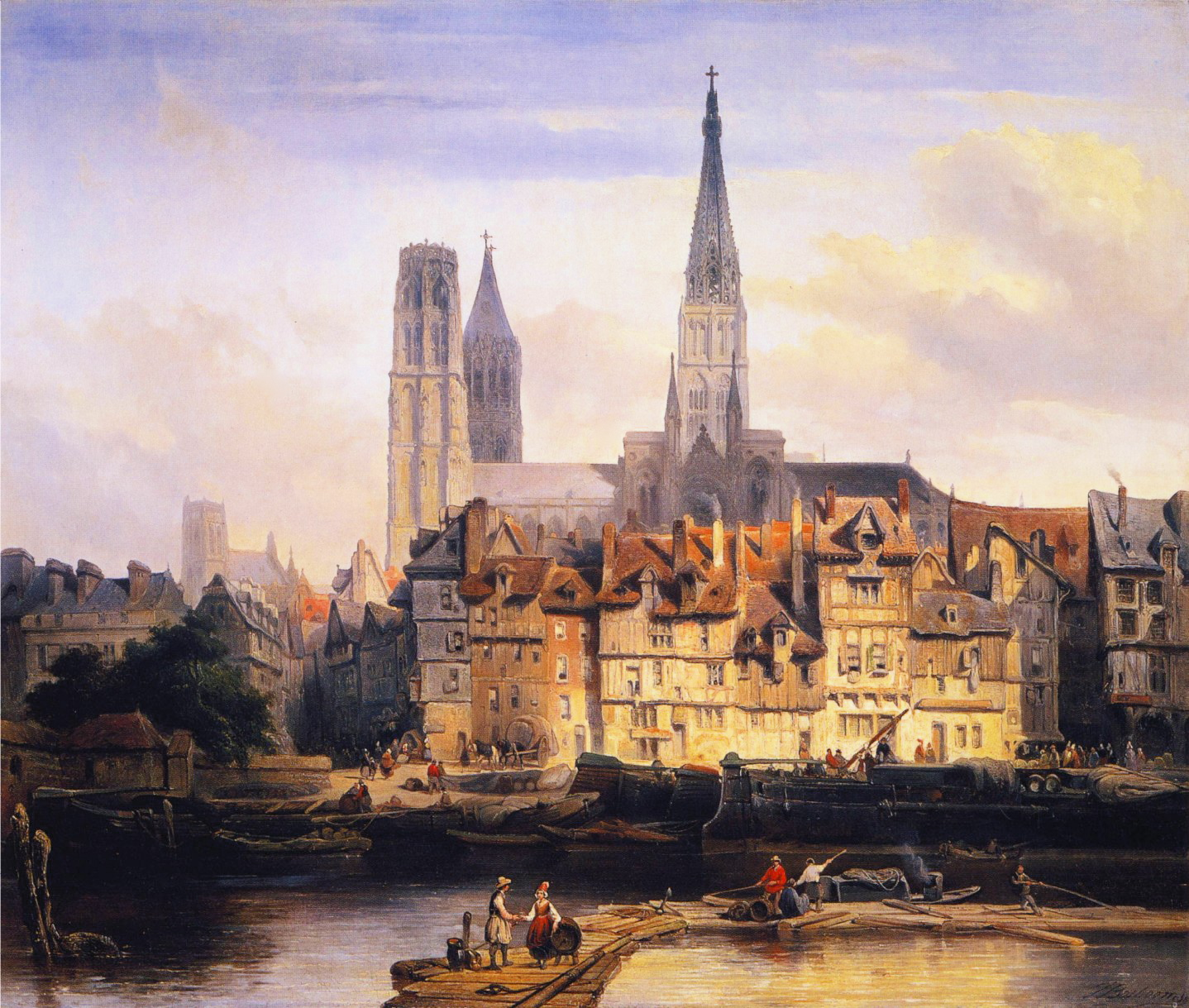
Vista del muelle de París y catedral de Rouen